# Joachim Helbig (Historiker)
Joachim Helbig (* 29. Dezember 1949 in Nürnberg) ist ein deutscher Historiker, Postgeschichte-Forscher und Philatelist.

## Leben
Joachim Helbig studierte zwischen 1970 und 1976 in Erlangen Japanologie, Germanistik und Geschichte. Er schloss sein Studium mit Staatsexamen 1977 ab. Seine Zulassungsarbeit verfasste er über die Geschichte der Germanistik in Erlangen. Er arbeitete als Oberstudienrat für Deutsch und Geschichte an einem Gymnasium.
Im Zusammenhang seines Germanistikstudiums publizierte er 1982 zusammen mit Horst Brunner den Briefwechsel zwischen Wilhelm Scherer und Elias von Steinmeyer zwischen 1872 und 1886. An der Universität Bayreuth wurde er 1991 promoviert mit der Arbeit Bayerische Postgeschichte im europäischen Zusammenhang 1806–1870.
Im Mittelpunkt seiner Forschungen an alten Briefen des 16. bis Mitte des 19. Jahrhunderts stehen Fragestellungen bezüglich der logistischen Organisation des Nachrichtenaustausches. Ein wichtiges Mittel zu diesem Zweck ist der Aufbau einer postgeschichtlichen Briefedatenbank. Hierbei stehen die Briefe als materielles Kulturgut mit ihren Postvermerken und Beförderungshinweisen im Mittelpunkt. Analysen größerer Korrespondenzen helfen hier Zusammenhänge über längere Zeiträume in ihren historischen und organisatorischen Dimensionen nachvollziehen zu können und problemlösende Strategien der Beteiligten zu erfassen.
Helbig war im Bund Philatelistischer Prüfer bis Ende 2019 als Briefmarkenprüfer tätig.

## Auszeichnungen
- 1988 Kobold-Medaille[3]
- 1993 Hermann-Deninger-Literaturpreis[3]
- SAVO Plakette[3]
- Goldenes Posthorn[4]

## Schriften (Auswahl)
- Handbuch der bayerischen Ortsstempel 1876–1920. 4 Bände, Selbstverlag 1984 bis 1987.
- Bayrische Postgeschichte 1806–1870. Grundlagen zur Interpretation altdeutscher Briefe. Helbig, Nürnberg u. a. 1991, ISBN 3-927230-05-7.
- Repertorium der Postakten im Zentralarchiv Thurn und Taxis. Helbig, Aschheim 1994, ISBN 3-927230-07-3.
- Die Postverhältnisse Thurn und Taxis – Österreich (= Quellen zur Postgeschichte des 19. Jahrhunderts. Bd. 1). Helbig, Aschheim 1995, ISBN 3-927230-08-1
- Postvermerke auf Briefen 15. – 18 Jahrhunderts. Neue Ansichten zur Postgeschichte der frühen Neuzeit und der Stadt Nürnberg (= Geschichtswissenschaften. Bd. 23). Utz, München 2010, ISBN 978-3-8316-0945-1.
- Beiträge zur europäischen Transitpost. Schwaneberger Verlag, München 2019, ISBN 978-3-95402-309-7.